# Giuseppe Maria Jacchini
Giuseppe Maria Jacchini (ur. 16 lipca 1667 w Bolonii, zm. 2 maja 1727 tamże) – włoski kompozytor i wiolonczelista.

## Życiorys
Jako dziecko był chórzystą przy katedrze św. Petroniusza w Bolonii, potem przez kilka lat był alumnem przykatedralnego seminarium. Kształcił się u Giacoma Antonia Pertiego (kompozycja) i Domenica Gabriellego (wiolonczela). W latach 1689–1696 i ponownie 1701–1727 był wiolonczelistą kapeli katedralnej  przy katedrze św. Petroniusza, pełnił też funkcję kapelmistrza w Collegio dei Nobili. W 1688 roku został przyjęty na członka bolońskiej Accademia Filarmonica.
Był przedstawicielem szkoły bolońskiej. Tworzył wyłącznie muzykę instrumentalną, głównie sonaty solowe i triowe oraz koncerty. Jego utwory mają budowę trzyczęściową, o następstwie części szybka-wolna-szybka. W swoich kompozycjach powierzał często wiolonczeli partie solowe, uniezależniając ją stopniowo od realizacji wyłącznie linii basso continuo.